# Rožmitál pod Třemšínem
Rožmitál pod Třemšínem (en allemand : Rosenthal) est une ville du district de Příbram, dans la région de Bohême-Centrale, en République tchèque. Sa population s'élevait à 4 317 habitants en 2024.

## Géographie
Rožmitál pod Třemšínem se trouve à 14 km au sud-ouest de Příbram, à 39 km à l'est- sud-est de Plzeň et à 67 km au sud-ouest de Prague.

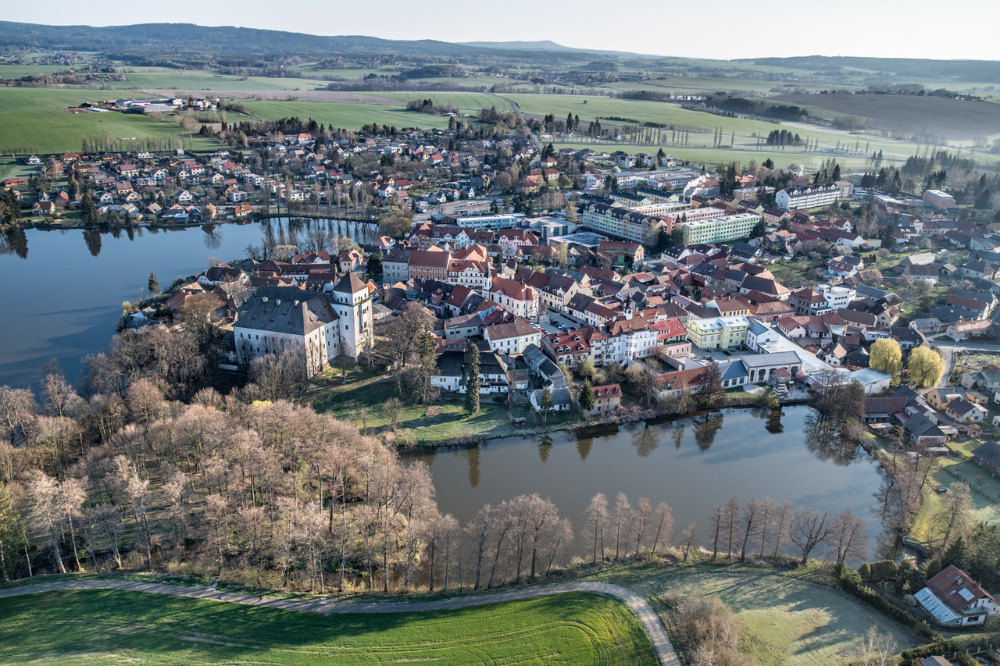
Rožmitál pod Třemšínem : vue générale.

La commune est limitée par Věšín, Nepomuk, Sedlice et Vranovice au nord, par Vysoká u Příbramě, Modřovice et Chrást à l'est, par Březnice au sud-est, par Hlubyně, Vševily, Bezděkov pod Třemšínem et Hvožďany au sud, et par Čížkov à l'ouest.

## Histoire
La première mention écrite de la localité date de 1262.

## Transports
Par la route, Rožmitál pod Třemšínem se trouve à 9,5 km de Březnice, à 17 km de Příbram et à 76 km de Prague.

## Crédit
- (de) Cet article est partiellement ou en totalité issu de l’article de Wikipédia en allemand intitulé « Rožmitál pod Třemšínem » (voir la liste des auteurs).